# 拉里沙尔代
拉里沙尔代（法語：La Richardais，法語發音：[la ʁiʃaʁdɛ]）是法国伊勒-维莱讷省的一个市镇，位于该省西北部，属于圣马洛区。

## 地理
拉里沙尔代（48°36'23"N, 2°2'6"W）面积3.14 平方千米，位于法国布列塔尼大區伊勒-维莱讷省，该省份为法国西北部沿海省份，位于布列塔尼半岛东部，北濒大西洋，西接阿摩尔滨海省和莫尔比昂省，南至大西洋卢瓦尔省，西南端接曼恩-卢瓦尔省，东临马耶讷省，东北与芒什省接壤。
与拉里沙尔代接壤的市镇（或旧市镇、城区）包括：迪纳尔、普勒尔蒂。

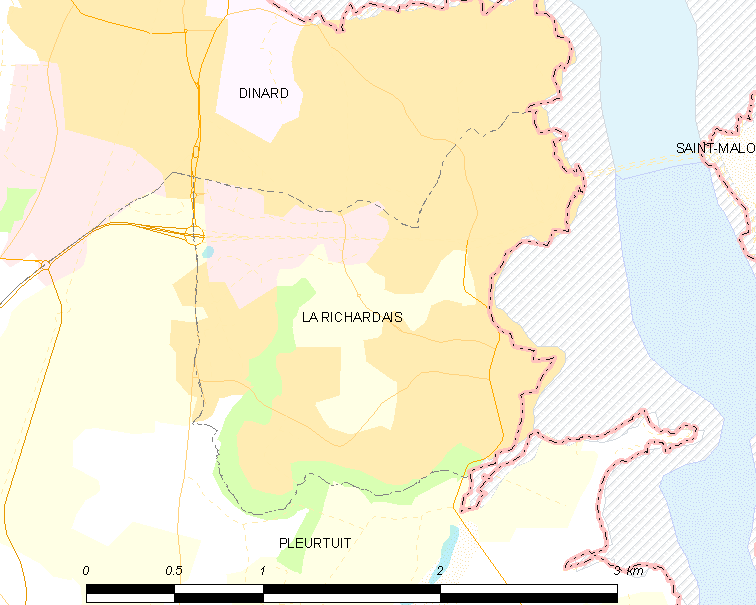
拉里沙尔代的OSM定位图

拉里沙尔代的时区为UTC+01:00、UTC+02:00（夏令时）。

## 行政
拉里沙尔代的邮政编码为35780，INSEE市镇编码为35241。

## 政治
拉里沙尔代所属的省级选区为圣马洛第二县。

## 人口

1962-2008年间拉里沙尔代人口变化图示

拉里沙尔代于2022年1月1日时的人口数量为2624人。